# HD 194152
HD 194152，又名BD+45 3152，SAO 49531、HR 7798，是一颗恒星，视星等为5.58，位于銀經82.7，銀緯5.04，其B1900.0坐标为赤經20h 18m 49.5s，赤緯+45° 5.04′ 25″。